# 卡里姆·哈利利
卡里姆·哈利利（1950年—），是哈扎拉人，前阿富汗副總統，2002年第一次被任命為副總統。自1989年以來，他一直是阿富汗伊斯蘭統一黨的主要領導人之一。
哈利利出生在瓦爾達克省並入讀一所宗教學校。他在蘇聯入侵阿富汗過程中積極參與抵抗。他還在90年代初政府擔任財政部長。